# Ⱳ
Das Ⱳ (kleingeschrieben ⱳ) ist ein Buchstabe des lateinischen Schriftsystems. Es besteht aus einem W mit einem Haken rechts.
Der Buchstabe ist im Alphabet der Puguli-Sprache enthalten. Diese Sprache enthält vier präglottalisierte Konsonanten, die Buchstaben mit Haken verwenden: Ɓ (bilabial), Ɗ (alveolar), Ƴ (palatal) und das Ⱳ (labial-velar), welches für einen präglottalisierten labialisierten stimmhaften velaren Approximanten (IPA: ˀw) verwendet wird.
Das Lobiri verwendet bis heute den Digraphen ’w aufgrund fehlender Unterstützung eines W mit Hakens auf Schreibmaschinen und Rechnern, allerdings plant das zuständige Sprachkomitee, auch für diese Sprache das Ⱳ einzuführen.

## Darstellung auf dem Computer
Unicode enthält das Ⱳ an den Codepunkten U+2C72 (Großbuchstabe) und U+2C73 (Kleinbuchstabe).